# رينيه ريفاس
رينيه ريفاس هو لاعب كرة قدم برازيلي في مركز الدفاع، ولد في 18 أكتوبر 1968 في ريو دي جانيرو في البرازيل. لعب مع بوتافوغو ريغاتاس ونادي سانتا كلارا.

## وصلات خارجية
- رينيه ريفاس على موقع قاعدة بيانات كرة القدم.إي يو (الإنجليزية)
- رينيه ريفاس على موقع عالم كرة القدم.نت (الإنجليزية)